# Kaszr-e Kand megye
Kaszr-e Kand megye (perzsa nyelven: شهرستان قصرقند) Irán Szisztán és Beludzsisztán tartományának déli, középső elhelyezkedésű megyéje az ország keleti részén. Keleten Szarbáz megye, délnyugatról Konárak megye, délről, délkeletről Csábahár megye, északnyugatról, északról Niksahr megye határolja. A megye lakossága 2006-ban 51 973 fő volt. A megye három kerületre osztható: Központi kerület, Szárbuk kerület és Talang kerület. A megyében egy város található: a 10 800 fős megyeszékhely, Kaszr-e Kand.
2006-ig Csábahár megyéhez tartozott. Ekkor együttes népességük 214 017 fő volt.

## Népesség
| 2016 | 61 076 |

## Fordítás
- Ez a szócikk részben vagy egészben  a   Qasr-e Qand County című angol Wikipédia-szócikk ezen változatának fordításán alapul.  Az eredeti cikk szerkesztőit annak laptörténete sorolja fel. Ez a jelzés csupán a megfogalmazás eredetét és a szerzői jogokat jelzi, nem szolgál a cikkben szereplő információk forrásmegjelöléseként.